# Exit (album de Jean Leloup)
Pour les articles homonymes, voir Exit et Exit (album).
Albums de Jean Leloup
La Vallée des réputations
(2002) 1985-2003 – Je joue de la guitare
(2005)
Exit est le premier et seul album en concert de Jean Leloup sorti le 20 avril 2004 sur le label Le Roi ponpon. Il est accompagné du DVD du long métrage La Mygale jaune, un road-movie de Jean Leclerc (le nom civil de Jean Leloup) et Martin Laporte.

## Historique
En décembre 2003, Jean Leloup, artiste atypique québécois, met officiellement fin à sa carrière en « tuant sur scène » son personnage de Leloup pour alors écrire, composer, et jouer au sein d'un groupe sous son vrai nom de Leclerc. Également en conflit avec son label Audiogram, il décide de faire paraître un double album de florilèges et de titres inédits joués en concerts en novembre 2003 – notamment au Métropolis de Montréal et au Théâtre Granada de Sherbrooke – lors de sa dernière tournée de promotion de l'album La Vallée des réputations (2002). Il est publié sur son propre label Le Roi ponpon créé pour l'occasion avec La Tribu Canada.
La pochette et le livret sont de Lea M. Berger avec des photographies de Martin Laporte.
Cet album est accompagné d'un film de 75 minutes, intitulé La Mygale jaune, un road-movie signé Jean Leclerc et Martin Laporte avec la collaboration de Thien Vu Dang et Carlos Soldevilla, qui remet en scène une nouvelle fois sa mise à mort symbolique (notamment en brulant sa guitare Fender Jazzmaster 1959 Sunburst, son haut-de-forme et ses bottes) en la recréant pour l'occasion dans un happening sur les rives enneigées de la rivière Yamaska à la manière de celui que Jimi Hendrix fît en 1967. Le film est présenté en avant-première sur grand écran aux cinémas Ex-Centris de Montréal et Cartier de Québec du 9 au 15 avril 2004.

## Liste des titres de l'album

### CD
CD-1
1. Intro – 4 min 09 s
2. Bertha – 6 min 20 s
3. Antiquaire – 8 min 48 s
4. Barcelone – 2 min 34 s
5. Coquerelles du ciel – 3 min 48 s
6. Je suis parti – 4 min 29 s
7. Let Me Go – 3 min 24 s
8. Think About You – 4 min 18 s
9. Sang d'encre – 5 min 33 s
10. Voilà – 3 min 58 s
11. La Chambre – 3 min 58 s
12. Each star – 5 min 57 s
13. Remords du commandant – 5 min 40 s
14. Promeneur – 5 min 09 s

CD-2
1. Poupée de porcelaine – 2 min 03 s
2. Edgar – 6 min 42 s
3. Alger – 3 min 42 s
4. Cookie – 7 min 54 s
5. La vie est laide – 9 min 07 s
6. Isabelle – 2 min 31 s
7. Le monde est à pleurer – 3 min 41 s
8. Faire des enfants – 4 min 20 s
9. Wish You Were Here de Pink Floyd – 3 min 02 s

### DVD:La Mygale jaune
- Titre original : La Mygale jaune
- Musique : Jean Leloup
- Réalisation : Jean Leclerc, Martin Laporte avec la collaboration de Thien Vu Dang et Carlos Soldevilla
- Scénario : Jean Leclerc
- Directeur de la photographie : Martin Laporte
- Montage : Thien Vu Dang
- Ingénieurs du son : Kevin Guart, Dave Sturton et Mark Morgenstern
- Producteurs : Roi ponpon et Carlos Soldevila
- Langue : français
- Dates de sortie : 9 avril 2004 au Québec

## Musiciens
- Jean Leloup : chant et guitares
- Charles Yabo : guitare basse
- Namori Vamorau Cisse : batterie
- David Mobio : claviers
- Bruce Pepper et Serge Arsenault : trompettes
- David Bellemare : saxophones et flûte
- Cameron Wallis : saxophones et flûte
- Amélie Archambault, Rita Tabbakh et Swan Chamberland : chœurs

## Accueil de la critique
À sa parution, cet album en concert est bien accueilli au Québec, Le Devoir considérant que « les meilleurs moments sont les moins orchestrés » notamment avec la chanson inédite Coquerelles du ciel. Pour Voir, cet album de Jean Leloup montre « le meilleur de ses performances éclatées de chanson rock’n’roll, entre le jam psychédélique et la dérive arabo-jazzée » présentant « une belle et originale façon de marquer la fin… d’une période ».
Quant au film, il a été qualifié de « film sur Leloup par Leclerc ».

## Distinctions
- Prix Félix 2004 (ADISQ)[7] :
  - Nomination au prix de l'« Album rock de l'année »